# Villers-le-Temple
Villers-le-Temple (in het Waals Viyé-les-Timpes) is een plaats en deelgemeente van de Belgische gemeente Nandrin. Villers-le-Temple ligt in het Waalse gewest, in de provincie Luik. Het was een zelfstandige gemeente vóór de fusie van de gemeenten van 1977.
De naam komt van een oude commanderij van de Tempeliers. De titels van deze commanderij worden bewaard door het Nationaal Archief van Parijs (serie S).

## Demografische ontwikkeling
- Bronnen:NIS, Opm:1831 tot en met 1970=volkstellingen, 1976= inwoneraantal op 31 december

## Bezienswaardigheden
Villers-le-Temple heeft een opmerkelijk architecturaal erfgoed. Het Château de la Commanderie is ongetwijfeld het historische hart van het dorp. Het werd opgericht door Gérard de Villers, Ridder in de Tempeliersorde.

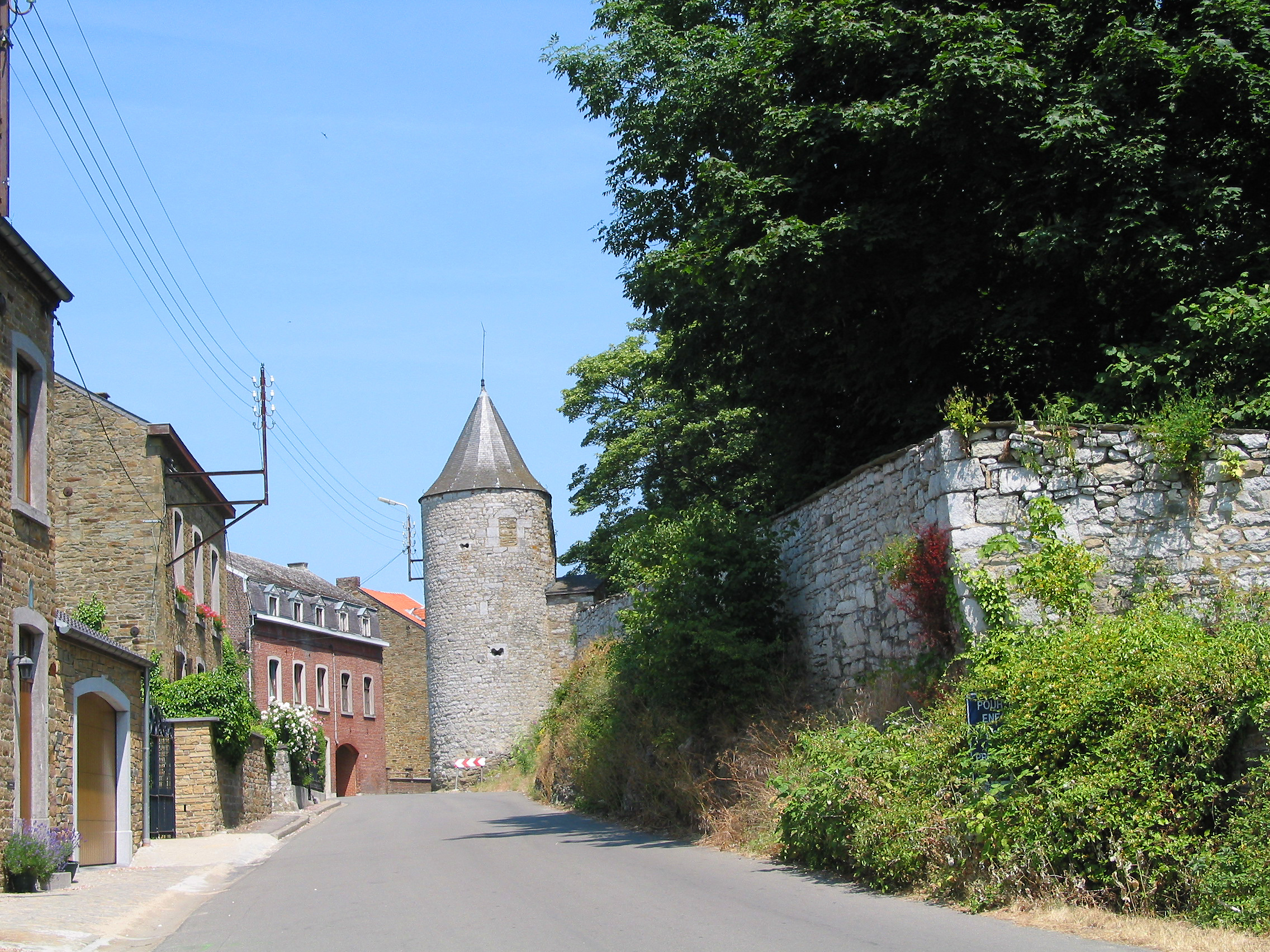
Toren en ringmuur van de voormalige commanderij van de Tempeliers
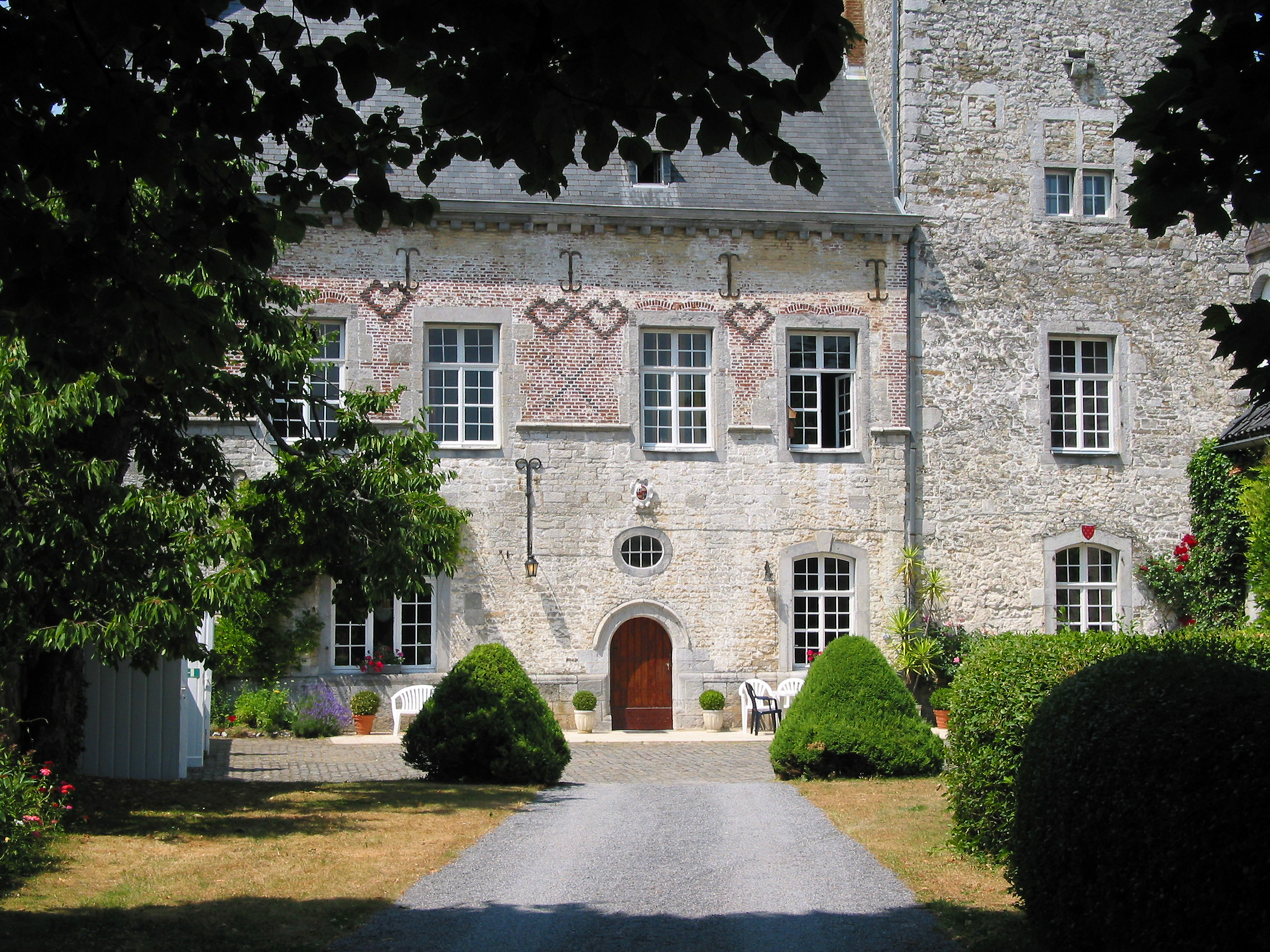
Versterkt landhuis uit 14e en 16e eeuw
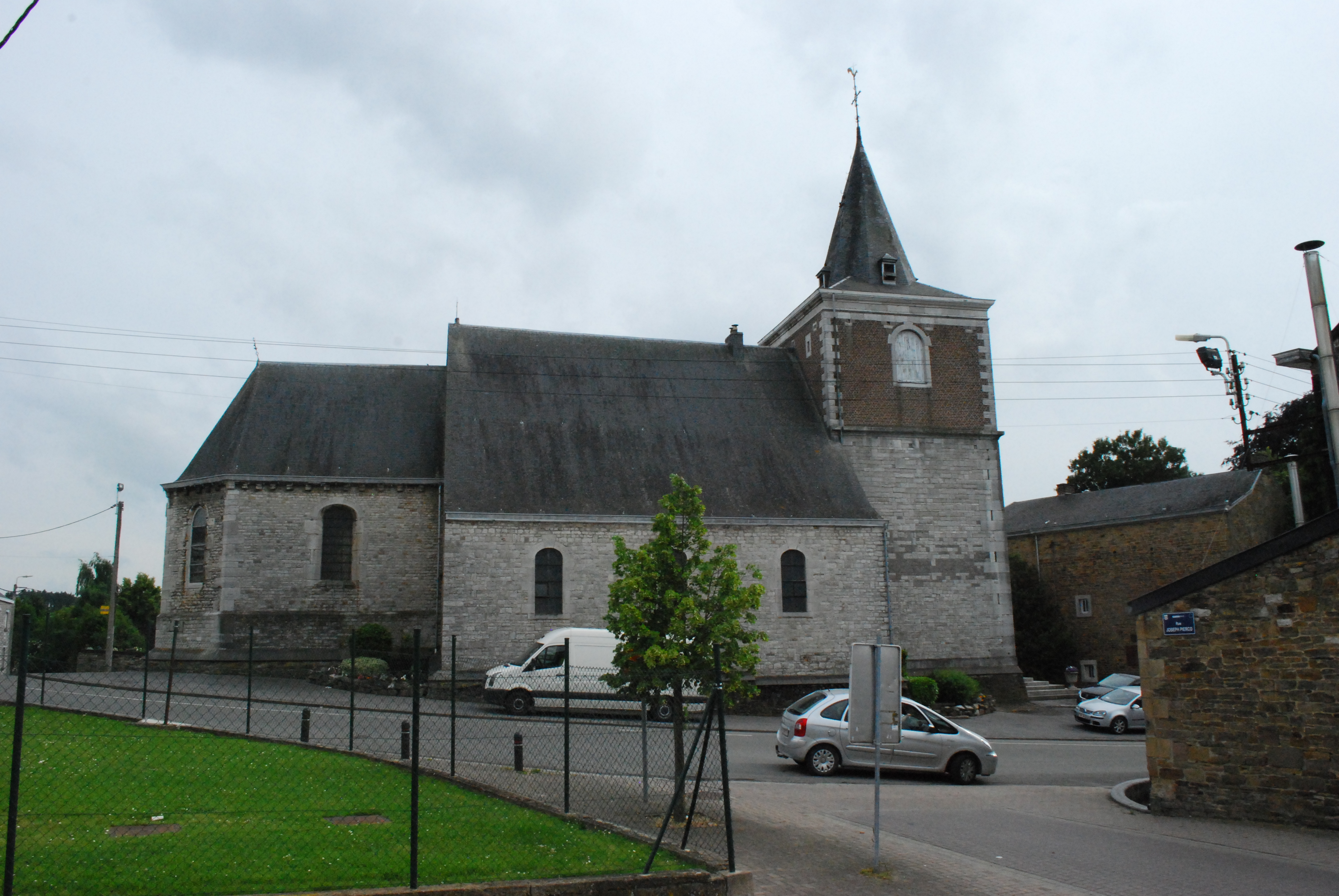
Kerk Sint-Pierre

## Trivia
Aan het begin van de 20e eeuw, op het kruispunt van Quatre Bras, was er een belangrijke bijeenkomst van de Antoinisten.